# Јоана Ралука Олару
Јоана Ралука Олару (рум. Ioana Raluca Olaru; 3. март 1989) румунска је тенисерка. Као врло успешна јуниорка, 2005. је стигла до финала Отвореног првенства Француске и у појединачној и у конкуренцији парова, а 2006. године освојила је Отворено првенство Америке у конкуренцији јуниорских парова. У каријери је освојила девет професионалних турнира организованих од стране Међународне тениске федерације, а 2009. достигла је и своје прво финале ВТА турнира. У конкуренцији парова освојила два ВТА турнира. Од 28. септембра 2009. заузима 71. место на ВТА листи најбољих тенисерки света. Олару је члан Фед куп репрезентације Румуније од 2007. године, а током Фед купа 2007. нанела је пораз врхунској тенисерки Пати Шнидер.

## Приватни живот
Јоана Ралука Олару рођена је 3. марта 1989. у румунској престоници Букурешту, као кћер Адријана и Дојне Олару. Има и сестру Кристину. Тенис игра од своје седме године, а тренутно је тренира Мајк Шејперс. Узор јој је била Ким Клајстерс. Омиљена подлога јој је шљака, а ударац бекхенд уз линију. 2007. матурирала је у средњој школи, а говори румунски, енглески, француски и шпански језик.

## Статистике у каријери

### Резултати против других тенисерки
Тенисерке чија су имена болдована су заузимале прво место на ВТА листи.
- Викторија Азаренка 0–1
- Сибила Бамер 1–0
- Аљона Бондаренко 0–2
- Винус Вилијамс 0–2
- Каролина Возњацки 1–1
- Натали Деши 1–0
- Јелена Докић 1–0
- Жизела Дулко 0–1
- Ана Ивановић 0–2
- Сорана Крстеа 1–3
- Ализе Корне 2–1
- На Ли 0–2
- Моника Никулеску 0–1
- Флавија Пенета 0–2
- Магдалена Рибарикова 1–2
- Агнеш Савај 0–2

### ВТА појединачна финала (1)
| Легенда: До 2009.    | Легенда: Од 2009.   |
| -------------------- | ------------------- |
| Гренд слем (0)       |                     |
| ВТА првенство (0)    |                     |
| Тијер I (0)          | Главни Премијер (0) |
| Тијер II (0)         | Премијер 5 (0)      |
| Тијер III (0)        | Премијер (0 + 1)    |
| Тијер IV и V (0 + 1) | Интернашонал (0/0)  |

| Исход | #  | Датум    | Турнир       | Локација    | Подлога | Противница      | Резултат |
| Пораз | 1. | 26-07-09 | Гаштајн опен | Бад Гаштајн | Шљака   | Андреа Петковић | 2–6, 3–6 |

### ВТА финала у паровима (24)
| Легенда: До 2009.  | Легенда: Од 2009.   |
| ------------------ | ------------------- |
| Гренд слем (0)     |                     |
| ВТА првенство (0)  |                     |
| Тијер I (0)        | Главни Премијер (0) |
| Тијер II (0/1)     | Премијер 5 (0/1)    |
| Тијер III (0/1)    | Премијер (1/3)      |
| Тијер IV и V (1/1) | Интернашонал (9/18) |

| Исход  | #   | Датум    | Турнир                                       | Локација        | Подлога | Партнерка              | Противнице                                  | Резултат            |
| Пораз  | 1.  | 13-07-08 | Будимпешта опен                              | Будимпешта      | Шљака   | Ванеса Хенке           | Ализе Корне Јанета Хусарова                 | 7–6(5), 1–6, [6–10] |
| Победа | 1.  | 05-10-08 | Ташкент опен                                 | Ташкент         | Тврда   | Олга Савчук            | Нина Брачикова Катрин Верле                 | 5–7, 7–5, [10–7]    |
| Победа | 2.  | 26-02-11 | Отворено првенство Мексика                   | Акапулко        | Шљака   | Марија Корицева        | Лурдес Домингез Лино Аранча Пара Сантонха   | 3–6, 6–1 [10–4]     |
| Пораз  | 2.  | 14-04-13 | Отворено првенство Катовице                  | Катовице        | Шљака   | Валерија Соловјева     | Лара Аруабарена Весино Лурдес Домингез Лино | 4–6, 5–7            |
| Победа | 3.  | 15-06-13 | Нирнберг, Њемачка                            | Нирнберг        | Шљака   | Валерија Соловјева     | Ана-Лена Гренефелд Квјета Пешке             | 2–6, 7–6(3) [11–9]  |
| Пораз  | 3.  | 24-05-14 | Нирнберг, Њемачка                            | Нирнберг        | Шљака   | Шахар Пер              | Михаела Крајичек Каролина Плишкова          | 0–6, 6–4 [6–10]     |
| Пораз  | 4.  | 27-07-14 | Куп Бакуа                                    | Баку            | Тврда   | Шахар Пер              | Александра Панова Хедер Вотсон              | 2–6, 6–7(3)         |
| Победа | 4.  | 12-10-14 | Линц, Аустрија                               | Линц            | Тврда   | Ана Татишвили          | Аника Бек Каролин Гарсија                   | 6–2, 6–1            |
| Пораз  | 5.  | 23-05-15 | Нирнберг, Њемачка                            | Нирнберг        | Шљака   | Лара Аруабарена Весино | Џан Хаоћинг Анабел Медина Гаригес           | 4–6, 6–7(3)         |
| Пораз  | 6.  | 29-04-19 | Рабат, Мароко                                | Рабат           | Шљака   | Татјана Малек          | Ксенија Кнол Александра Крунић              | 3–6, 0–6            |
| Победа | 5.  | 01-10-16 | Ташкент опен                                 | Ташкент         | Тврда   | Ипек Сеноглу           | Рената Ворачова Деми Схурс                  | 7–5, 6–3            |
| Пораз  | 7.  | 07-01-17 | Шенџен, Кина                                 | Шенџен          | Тврда   | Олга Савчук            | Андреа Хлавачкова Пенг Шуај                 | 1–6, 5–7            |
| Победа | 6.  | 14-01-17 | Међународно првенство Хобарта                | Хобарт          | Тврда   | Олга Савчук            | Габријела Дабровски Јан Џао Сјуан           | 0–6, 6–4 [10–5]     |
| Победа | 7.  | 23-07-17 | Букурешт, Румунија                           | Букурешт        | Шљака   | Ирина-Камелија Бегу    | Елисе Мертенс Деми Схурс                    | 6–3, 6–3            |
| Победа | 8.  | 04-05-18 | Рабат, Мароко                                | Рабат           | Шљака   | Ана Блинкова           | Хеорхина Гарсија-Перез Фани Штолар          | 6–4, 6–4            |
| Победа | 9.  | 26-05-18 | Турнир у Стразбуру                           | Стразбур        | Шљака   | Михаела Бузарнеску     | Нађа Киченок Анастасија Родионова           | 7–5, 7–5            |
| Пораз  | 8.  | 29-09-18 | Ташкент опен                                 | Ташкент         | Тврда   | Ирина-Камелија Бегу    | Олга Даниловић Тамара Зиданшек              | 5–7, 3–6            |
| Пораз  | 9.  | 19-10-18 | Куп Кремља                                   | Москва          | Тврда   | Дарија Јурак           | Лаура Зигемунд Александра Панова            | 2–6, 6–7(2)         |
| Пораз  | 10. | 16-08-20 | Отворено првенство Прага у тенису            | Праг            | Шљака   | Моника Никулеску       | Луција Храдецка Кристина Плишкова           | 2–6, 2–6            |
| Пораз  | 11. | 20-09-20 | Међународно првенство Италије у тенису       | Рим             | Шљака   | Ана-Лена Гренефелд     | Сје Су-веј Барбора Стрицова                 | 2–6, 2–6            |
| Победа | 10. | 21-03-21 | Отворено првенство Санкт Петербурга у тенису | Санкт Петербург | Тврда   | Нађа Киченок           | Кејтлин Кристијан Сабрина Сантамарија       | 2–6, 6–3 [10–8]     |
| Пораз  | 12. | 26-06-21 | Бад Хомбург, Немачка                         | Бад Хомбург     | трава   | Нађа Киченок           | Андреја Клепач Дарија Јурак                 | 3–6, 1–6            |
| Победа | 11. | 28-08-21 | Чикаго                                       | Чикаго          | Тврда   | Нађа Киченок           | Људмила Киченок Макото Ниномија             | 7–6(6), 5–7 [10–8]  |
| Пораз  | 13. | 23-10-21 | Куп Кремља                                   | Москва          | Тврда   | Нађа Киченок           | Јелена Остапенко Катерина Синјакова         | 2–6, 6–4 [8–10]     |

### ИТФ појединачна финала (18)
| Исход  | #   | Датум    | Турнир        | Подлога | Противница           | Резултат         |
| Пораз  | 1.  | 22-08-04 | Јаши          | Шљака   | Моника Никулеску     | 6(5)–7, 0–6      |
| Победа | 1.  | 01-05-05 | Херцег Нови   | Шљака   | Миљана Аданко        | 7–5, 7–6         |
| Победа | 2.  | 24-07-05 | Букурешт      | Шљака   | Ана Бастрикова       | 6–3, 6–3         |
| Победа | 3.  | 07-08-05 | Букурешт      | Шљака   | Мадалина Гојнеа      | 7–6(3), 7–5      |
| Победа | 4.  | 07-05-06 | Букурешт      | Шљака   | Сорана Крстеа        | 1–6, 6–4, 6–1    |
| Победа | 5.  | 14-05-06 | Рабат         | Шљака   | Самија Меџахди       | 6–2, 2–6, 7–5    |
| Пораз  | 2.  | 09-07-06 | Мон де Марсан | Шљака   | Нина Брачикова       | 4–6, 6–4, 0–6    |
| Победа | 6.  | 12-11-06 | Торонто       | Тврда   | Карли Галиксон       | 6–3, 6–1         |
| Победа | 7.  | 29-04-07 | Торент        | Шљака   | Андреа Петковић      | 6–4, 5–7, 6–4    |
| Пораз  | 3.  | 05-05-07 | Катанија      | Шљака   | Дарја Кустова        | 3–6, 6–2, 3–6    |
| Победа | 8.  | 10-07-08 | Контрешевиј   | Шљака   | Стефани Форец        | 6–4, 6–2         |
| Победа | 9.  | 14-06-09 | Марсељ        | Шљака   | Маша Зец-Пешкирић    | 6(4)–7, 7–5, 6–4 |
| Победа | 10. | 31-07-11 | Бад Заулгау   | Шљака   | Татјана Марија       | 3–6, 6–3, 7–5    |
| Пораз  | 4.  | 15-04-12 | Помеција      | Шљака   | Александра Савановић | 6–0, 1–6, 1–6    |
| Пораз  | 5.  | 28-10-12 | Бразилија     | Шљака   | Тимеа Бачински       | 5–7, 2–6         |
| Пораз  | 6.  | 11-11-12 | Асунсион      | Шљака   | Вероника Сепеде Ројг | 7–5, 6–7(7), 2–6 |
| Пораз  | 7.  | 27-01-13 | Еилат         | Тврда   | Ала Кудрјавцева      | 7–6(4), 3–6, 2–6 |
| Победа | 11. | 03-03-13 | Анталија      | Шљака   | Јована Јовић         | 6–3, 7–5         |

### ИТФ финала у паровима (32)
| Исход  | #   | Датум    | Турнир          | Подлога | Партнерка                     | Противнице                                          | Резултат             |
| Пораз  | 1.  | 20-06-04 | Брасов          | Шљака   | Леноре Лазароји               | Корина Клаудија Кордунеану Александра Јулија Јакоб  | 4–6, 7–5             |
| Пораз  | 2.  | 29-08-04 | Темишвар        | Шљака   | Леноре Лазароји               | Сорана Крстеа Моника Никулеску                      | 6–1, 6–2, 2–6        |
| Победа | 1.  | 03-10-04 | Клуж            | Шљака   | Корина Клаудија Кордунеану    | Вероника Рајмрова Анамарија Александра Сере         | 4–6, 6–0, 6–4        |
| Победа | 2.  | 01-05-05 | Херцег Нови     | Шљака   | Антонија Ксенија Тут          | Александра Лукић Патриција Волмајер                 | 6–4, 4–1, предат меч |
| Победа | 3.  | 30-07-05 | Арад            | Шљака   | Корина Клаудија Кордунеану    | Ана Бастрикова Василиса Давидова                    | 6–1, 6–4             |
| Победа | 4.  | 30-07-05 | Арад            | Шљака   | Корина Клаудија Кордунеану    | Сорана Крстеа Бјанка Јоана Бонифате                 | 6–1, 6–1             |
| Победа | 5.  | 09-04-06 | Макарска        | Шљака   | Антонија Ксенија Тут          | Јохана Ларсон Нађа Рома                             | 6–4, 7–5             |
| Пораз  | 3.  | 07-05-06 | Букурешт        | Шљака   | Симона Јулија Матеј           | Сорана Крстеа Моника Никулеску                      | 4–6, 6–0, 6(3)–7     |
| Пораз  | 4.  | 13-05-06 | Рабат           | Шљака   | Марија Фернанда Алварез Теран | Емили Баке Баија Мухтасине                          | предат меч           |
| Победа | 6.  | 09-07-06 | Мон де Марсан   | Шљака   | Маргалита Чахнашвили          | Акгул Аманмурадова Нина Брачикова                   | 7–5, 1–6, 6–1        |
| Пораз  | 5.  | 13-08-06 | Хехиген         | Шљака   | Кристина Антоничук            | Ева Фислова Станислава Хрозенска                    | 3–6, 7–6(3), 3–6     |
| Пораз  | 6.  | 11-11-06 | Торонто         | Шљака   | Хејди Ел Табах                | Ангелика Бахман Хана Сромова                        | 4–6, 1–6             |
| Победа | 7.  | 11-09-10 | Бјела           | Шљака   | Марија Корицева               | Андреја Клепач Орели Веди                           | 7–5, 6–4             |
| Пораз  | 7.  | 25-09-10 | Сен Мало        | Шљака   | Марија Корицева               | Петра Цетковскаја Луција Храдецка                   | 4–6, 2–6             |
| Пораз  | 8.  | 18-09-11 | Софија          | Шљака   | Александра Каданцу            | Нина Братчикова Дарија Јурак                        | 4–6, 5–7             |
| Победа | 8.  | 15-01-12 | Пам Харбор      | Шљака   | Дарја Кустова                 | Ђоја Барбијери Надежда Гуськова                     | 6–3, 6–1             |
| Пораз  | 9.  | 12-02-12 | Кали            | Шљака   | Александра Каданцу            | Карин Кнап Менди Минела                             | 4–6, 3–6             |
| Победа | 9.  | 21-04-12 | Чивитавекија    | Шљака   | Јелена Богдан                 | Марина Шамајко Клаудија Ђовине                      | 6–3, 7–5             |
| Победа | 10. | 29-04-12 | Тунис           | Шљака   | Јелена Богдан                 | Инес Ферер Суарез Рихел Хогенкамп                   | 6–4, 6–3             |
| Пораз  | 10. | 20-05-12 | Казабланка      | Шљака   | Јелена Богдан                 | Олга Савчук Рената Ворачова                         | 1–6, 4–6             |
| Пораз  | 11. | 21-07-12 | Букурешт        | Шљака   | Јелена Богдан                 | Ирина-Камелија Бегу Ализе Корне                     | 2–6, 0–6             |
| Победа | 11. | 02-09-12 | Мамаја          | Шљака   | Јелена Богдан                 | Данка Ковинић Тадеја Мајерић                        | 7–6(4), 6–3          |
| Пораз  | 12. | 16-09-12 | Софија          | Шљака   | Марина Мелникова              | Барбора Собашкевић Катажина Питер                   | 5–7, 1–6             |
| Победа | 12. | 28-10-12 | Бразилија       | Шљака   | Јелена Богдан                 | Тимеа Бачински Јулија Коен                          | 6–3, 3–6 [10–8]      |
| Победа | 13. | 03-11-12 | Буенос Ајрес    | Шљака   | Јелена Богдан                 | Марија-Фернанда Алварес-Теран Марија-Фернанда Алвес | 1–6, 6–2 [10–7]      |
| Победа | 14. | 27-01-13 | Еилат           | Тврда   | Ала Кудрјавцева               | Илона Кремен · Турска Пемра Озген                   | 6–3, 6–3             |
| Пораз  | 13. | 03-11-13 | Барнстабл       | Тврда   | Тамира Пашек                  | Наоми Броди Кристина Плишкова                       | 3–6, 6–3 [5–10]      |
| Пораз  | 14. | 22-08-15 | Ванкувер        | Тврда   | Ана Татишвили                 | Јохана Конта Марија Санчез                          | 6–7(5), 4–6          |
| Пораз  | 15. | 05-07-16 | Бол             | Шљака   | Ипек Сеноглу                  | Ксенија Кнол Петра Мартић                           | 3–6, 2–6             |
| Пораз  | 16. | 25-09-16 | Санкт Петербург | Тврда   | Аљона Тарасова                | Марија Марфутина Анна Моргина                       | 2–6, 3–6             |
| Пораз  | 17. | 17-05-17 | Кањ на Мору     | Шљака   | Рената Ворачова               | Сје Су-веј Ђан Кайђењ                               | 5–7, 1–6             |

### Јуниорска гренд слем појединачна финала (1)
| Исход | Година | Турнир                       | Подлога | Противница  | Резултат |
| Пораз | 2005   | Отворено првенство Француске | Шљака   | Агнеш Савај | 1–6, 2–6 |

### Јуниорска гренд слем финала у паровима (2)
| Исход  | Година | Турнир                       | Подлога | Противница         | Резултат                             |               |
| Пораз  | 2005   | Отворено првенство Француске | Шљака   | Амина Рахим        | Викторија Азаренка Агнеш Савај       | 6–4, 4–6, 0–6 |
| Победа | 2006   | Отворено првенство Америке   | Тврда   | Михајла Бузарнеску | Шерон Фичман Анастасија Пављученкова | 7–5, 6–2      |